# Vogelbescherming Nederland
Vogelbescherming Nederland, nota internazionalmente come BirdLife Netherlands, è un'organizzazione non governativa ambientalista olandese attiva nella protezione degli uccelli selvatici e dei loro habitat naturali.
Nata nel 1899 è la più antica associazione per la conservazione della natura dei Paesi Bassi. È l'unico partner olandese di BirdLife International dal 1994 ed è membro anche dell'Unione internazionale per la conservazione della natura (IUCN) dal 2006.

## Storia

La donna dietro il fucile, illustrazione di Gordon Ross del 1911

L'associazione nacque nel 1899 come Vereeniging tot Bescherming van Vogels (letteralmente Associazione per la protezione degli uccelli) nell'ambito di un movimento internazionale contro l'utilizzo delle piume per i cappelli della moda femminile venendo ispirata da un'altra associazione fondata a L'Aia nel 1892 da Cécile de Jong van Beek en Donk, Anna Cecile Wilhelmina Jeannette Jacqueline Nahuijs ed Elisabeth de Jong van Beek en Donk denominata Bond ter Bestrijding eener Gruwelmode.